# Dongcheng
För andra betydelser, se Dongcheng (olika betydelser).
Dongcheng är ett stadsdistrikt i Pekings storstadsområde i Kina. Distriktet utgör den östra delen av den gamla stadskärnan och här är bland annat den Förbjudna staden, Himmelska fridens torg, Mao Zedongs minneshall, Kinas nationalmuseum, Folkets stora hall, det gamla legationskvarteret och Yonghegong belägna.
I Dongcheng ingår sedan 2010 det tidigare stadsdistriktet Chongwen.
Dongcheng  är indelat i 17 stadsdelsdistrikt:

- Andingmen (安定门街道)
- Beixinqiao (北新桥街道)
- Chaoyangmen (朝阳门街道)
- Chongwenmenwai (崇文门外街道)
- Donghuamen (东华门街道)
- Donghuashi (东花市街道)
- Dongsi (东四街道)
- Dongzhimen (东直门街道)
- Hepingli (和平里街道)
- Jianguomen (建国门街道)
- Jiaodaokou (交道口街道)
- Jingshan (景山街道)
- Longtan (龙潭街道)
- Qianmen (前门街道)
- Tiantan (天坛街道)
- Tiyuguanlu (体育馆路街道)
- Yongdingmenwai (永定门外街道)